# ЦСКА (футбольный клуб, Душанбе)
ЦСКА (тадж. Клуби футболи «ЦСКА» Душанбе) — таджикистанский футбольный клуб из города Душанбе. Входит в состав Центрального спортивного клуба Армии Министерства обороны Республики Таджикистан. Является одним из старейших и известнейших клубов Таджикистана. Трехкратный чемпион Таджикской ССР, трехкратный обладатель кубка Таджикской ССР, бронзовый призёр чемпионата Таджикистана, финалист кубка Таджикистана, серебряный и бронзовый призёр кубка Федерации футбола Таджикистана.

## Названия
- 1947—1953 — ДО (Дом офицеров), ОДО (Окружной дом офицеров) «Красная Армия»
- 1954—1963 — ДСА (Дом Советской Армии)
- 1964—1965 — «Звезда»
- 2004—2006 — ЦСКА

## История
Армейский футбольный клуб, берет свое начало с 1947 года под названием ОДО Сталинабад (ОДО — Окружной дом офицеров). И в том же дебютном году, завоевывает свой первый республиканский трофей. В упорнейшей финальной борьбе, одолев команду из «Гиссара» со счетом 3:2, становится победителем кубка Таджикской ССР. А через год дебютирует на чемпионате Таджикской ССР и по итогам занимает четвертое место. Самым удачным для армейцев можно считать 1963 год. В этом сезоне, команда сделала своеобразный дубль завоевав одновременно и Чемпионат Таджикской ССР по футболу и Кубок Таджикской ССР по футболу.
Начиная с 1950 года армейцы столицы участвовали в розыгрыше Кубка СССР под названиями ОДО «Красная Армия». Но их выступления заканчивались на ранних стадиях турнира. К концу 60-х годов клуб приостановил свои выступления на республиканском уровне и функционировал как армейский клуб, участвуя только в первенствах города и в различных армейских спортивных соревнованиях страны.

### Возрождение и объединение
В 2003 году по инициативе и активной поддержке Министра обороны Таджикистана (заядлого болельщика таджикского футбола и в частности душанбинского «Памира») Хайруллоева Шерали Хайруллоевича, клуб был возрождён под названием ЦСКА Душанбе. И уже в 2004 года команда играла в высшей лиге Таджикистана. Дебют оказался непростым, и армейцы завершили сезон на седьмом месте среди 10 участников. А в последующих сезонах ЦСКА выступал уже более удачно, занимая места в верхней части таблицы.
Перед началом сезона 2007 ЦСКА объединился с земляками и фактически с одноклубниками. А именно с командой «СКА-Памир», которая так же входила в состав Спортивного клуба Армии ПВО при Министерстве Обороны Таджикистана. Первоначально, клуб получил название «ЦСКА-Памир».

## Руководство и сотрудники
| Должность         | Имя                      |
| ----------------- | ------------------------ |
| Президент         | Шерали Мирзо             |
| Начальник команды | Давлатов Хабир Джумаевич |
| Пресс-атташе      | Фарход Джабаров          |
| Медиа-Менеджер    | Шахбоз Каримов           |

## Тренерский штаб
| Должность                         | Имя                     |
| --------------------------------- | ----------------------- |
| Главный тренер                    | Сергей Жицкий           |
| Старший тренер                    | Давлатов Файз Хабирович |
| Тренер                            | Олимшо Кадамшоев        |
| Тренер по вратарям                | Амоншо Содатсайров      |
| Администратор                     | Назрулло Сафолов        |
| Доктор                            | Расул Сулаймонов        |
| Главный тренер молодёжной команды | Олимшо Кадамшоев        |
| Главный тренер (U-17)             | Флаг Таджикистана       |

## Текущий состав
| Номер | Игрок                   | Страна                          | Позиция      |
| 1     | Алекс Пепра             | Флаг Ганы                       | Вратарь      |
| 16    | Хусниддин Махмадали     | Флаг Таджикистана               | Вратарь      |
| 23    | Озод Ахадов             | Флаг Таджикистана               | Защитник     |
| 23    | Адилжон Кароматуллозода | Флаг Таджикистана               | Защитник     |
|       | Орзубек Буриев          | Флаг Узбекистана                | Защитник     |
| 22    | Джонибек Шарипов        | Флаг Таджикистана               | Защитник     |
| 20    | Комрон Иброхимов        | Флаг Таджикистана               | Полузащитник |
| 21    | Сухроб Джалилов         | Флаг Таджикистана               | Полузащитник |
| 8     | Мунир Давлатбеков       | Флаг Таджикистана               | Полузащитник |
|       | Умеджон Холиков         | Флаг Таджикистана               | Полузащитник |
|       | Анушервон Наврузов      | Флаг Таджикистана               | Полузащитник |
| 7     | Комрон Мирзонажод       | Флаг Таджикистана               | Полузащитник |
| 77    | Хуршед-Тимур Джураев    | Флаг Таджикистана · Флаг России | Полузащитник |
| 15    | Идрисс Амину            | Флаг Ганы                       | Полузащитник |
| 19    | Окран Идан              | Флаг Ганы                       | Полузащитник |
| 9     | Шарафджон Солехов       | Флаг Таджикистана               | Полузащитник |
| 25    | Зафар Розиков           | Флаг Таджикистана               | Нападающий   |
| 17    | Саеди Ковусшо           | Флаг Таджикистана               | Нападающий   |
| 80    | Люк Менджана            | Флаг Камеруна                   | Нападающий   |
| 10    | Мухсинджон Абдугаффаров | Флаг Таджикистана               | Нападающий   |
| 77    | Эльчибек Рашидбеков     | Флаг Таджикистана               | Нападающий   |
| 17    | Навруз Рустамов         | Флаг Таджикистана               | Нападающий   |
| 17    | Дилшод Васиев           | Флаг Таджикистана · Флаг России | Нападающий   |

## Достижения

### Национальные турниры

#### Чемпионат Таджикской ССР
- Чемпион (3 раза): 1963, 1964, 1965.

#### Кубок Таджикской ССР
- Обладатель (3 раза): 1947, 1951, 1963.

#### Чемпионат Таджикистана
- Бронзовый призёр (2 раза): 2017, 2020[4].

#### Кубок Таджикистана
- Финалист (1 раз): 2009.

#### Кубок Федерации футбола Таджикистана
- Финалист (1 раз): 2013.
- Бронзовый призёр (1 раз): 2015.

#### Молодежное первенство Таджикистана / Турнир дублеров
- Вице-чемпион (1 раз): 2016.
- Бронзовый призёр (2 раза): 2017, 2019.

## Известные игроки
- Бурхонов Пирмурад
- Восиев Фарход
- Мирзоев Мирзобек
- Шарипов Баходур
- Шарипов Далер